# Champigny-sur-Marne
Champigny-sur-Marne là một xã trong vùng đô thị Paris, thuộc tỉnh Val-de-Marne, vùng hành chính Île-de-France của nước Pháp, có dân số là 74.237 người (thời điểm 1999).

## Thông tin nhân khẩu
| 1946   | 1954   | 1962   | 1968   | 1975   | 1982   | 1990   | 1999   |
| ------ | ------ | ------ | ------ | ------ | ------ | ------ | ------ |
| 30 239 | 36 903 | 57 876 | 70 419 | 80 291 | 76 176 | 79 486 | 74 237 |

## Các thành phố kết nghĩa
- Bernau bei Berlin, Đức
- Rosignano Marittimo, Ý
- Musselburgh, Scotland
- Jalapa, Nicaragua

## Những người con của thành phố
- Guy Bontempelli, tác giả, biên dịch
- Polaire (Emilie-Marie Bouchard) nữ ca sĩ, múa, diễn viên